# Lazzari

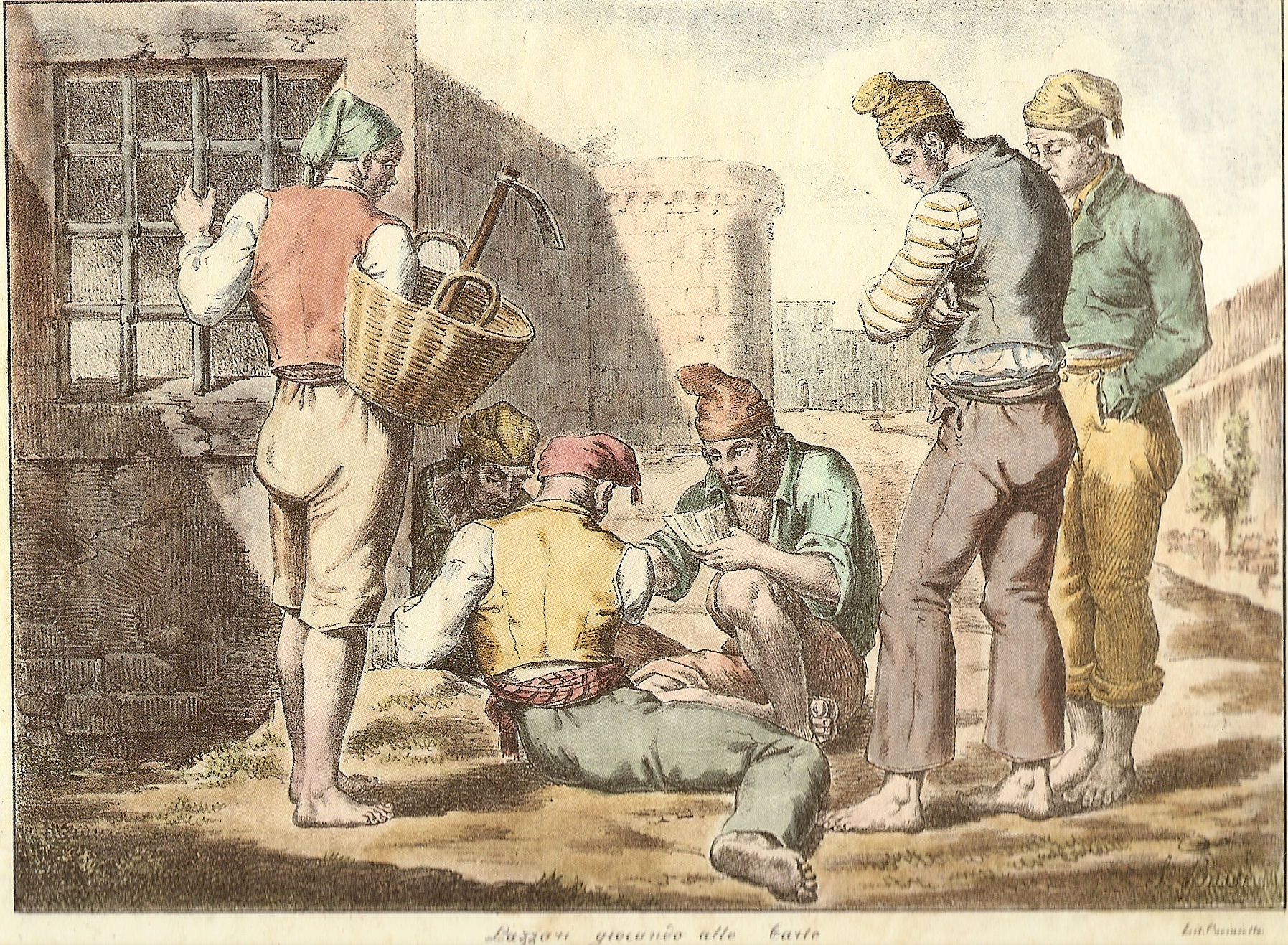
Silvestro Bossi, Lazzari giocano a carte (1824)

Con il termine lazzari (o anche lazzaroni) si indicano i giovani dei ceti popolari della Napoli del XVII-XIX secolo. Il nome venne usato per la prima volta spregiativamente dagli spagnoli, per indicare a Napoli i popolani che parteciparono alla sollevazione del 1647-1648. Particolarmente famoso fu il ruolo da loro svolto nella difesa sanfedista della città contro gli insorti della Repubblica napoletana del 1799 sostenuta dalla Francia rivoluzionaria. I lazzari presero anche parte a rivolte risorgimentali.

## Condizioni di vita ed etimologia del nome
Grazie alle favorevoli condizioni climatiche e al rapporto privilegiato con la campagna circostante, benché miseri, i lazzari di Napoli riuscivano a sopravvivere senza eccessive preoccupazioni nel doversi procurare cibo e vestiario. Spesso sfaccendati, si adattavano a compiere qualsiasi mestiere che si presentasse loro occasionalmente, non disdegnando, talvolta, di compiere qualche piccolo furto o raggiro e, più spesso, mendicando. Il termine lazzaro deriverebbe dallo spagnolo lazaro, da laceria (dal latino lacerus: lacero, strappato) con cui si denominava sia la lebbra sia la miseria, per cui esso il significato di pobre andrajoso, ovvero di pezzente cencioso, e dal Lazzaro evangelico, in riferimento agli stracci di cui era avvolto. Il peggiorativo lazzarone è sinonimo, nell'italiano comune, di persona pigra e indolente, o poco di buono.

## Gruppo sociale

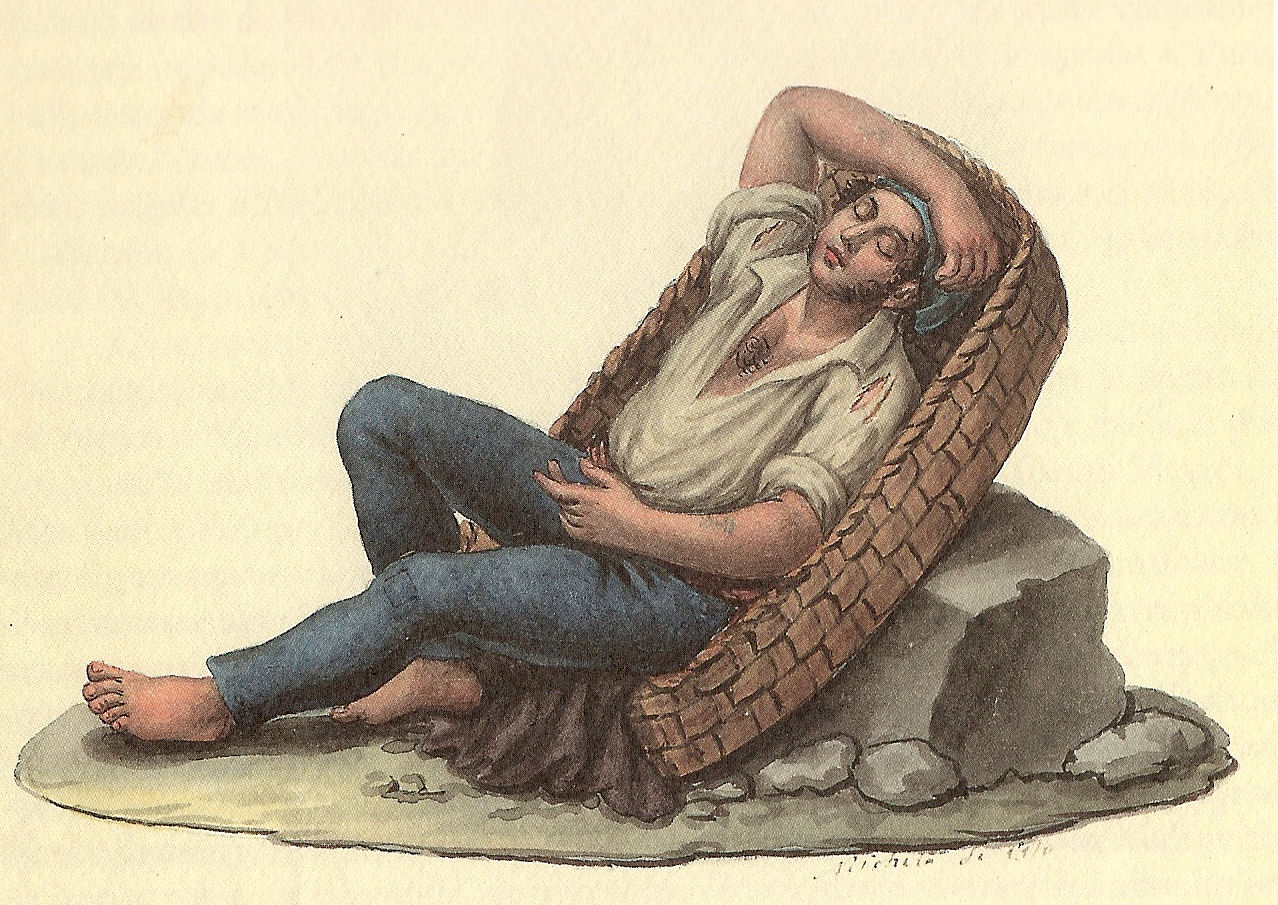
Michela De Vito: Il giaciglio del lazzaro

Secondo alcuni, i "lazzari" costituivano una società nella società del tempo e rispondevano a un loro codice di gruppo. È documentato che nella loro comunità si era sviluppata una vera e propria gerarchia che prevedeva anche l'elezione di un capo, riconosciuto e accolto in via ufficiale dalla corte reale.
I capi lazzari si differenziavano dai gregari per una particolare foggia nell'abbigliamento e nel taglio di capelli: berretto bianco, giacca corta e capelli rasati fin sopra le orecchie (e la fronte). Mentre il luogo di ritrovo di tutti i lazzari era tradizionalmente Piazza del Mercato, il quartier generale dei capi-lazzari era posto presso Porta Capuana. In particolari occasioni furono incaricati del mantenimento dell'ordine pubblico dal re Ferdinando IV di Napoli.
Per questo, essi sono talvolta associati alle corti dei miracoli delle grandi capitali europee. C'è chi ritiene che i gruppi come quelli dei "lazzari" fossero espressione di forme di auto-organizzazione e mutuo soccorso, avallando così l'opinione che, grazie ad una certa creatività, i ceti più poveri riuscissero talvolta a sviluppare una civiltà gerarchica praticamente parallela a quella stabilita dalle norme.
Chi tuttavia interpretasse i "lazzari" come un gruppo rivoluzionario ante litteram rischierebbe di formulare un giudizio affrettato. In occasione dell'attacco francese al Regno di Napoli (gennaio 1799), infatti, essi combatterono contro l'esercito napoleonico, percepito come giacobino, in nome della tradizione cattolica, e difesero Ferdinando IV quale legittimo re.
I lazzari si batterono sulle mura di Napoli, in modo ininterrotto, per tre giorni, il 21, 22 e 23 gennaio 1799. Le forze francesi li soverchiarono; morirono in diecimila per difendere la città. In seguito, i lazzari si allearono alle truppe sanfediste del cardinale Fabrizio Ruffo che riconquistarono Napoli tra giugno e luglio dello stesso anno, ponendo termine all'esperienza politica della Repubblica Napoletana.
Tuttavia alcuni capi lazzaro, quali Antonio D'Avella detto Pagliucchella e Michele Marino (detto 'o pazzo), per opportunismo economico o per ragioni ideali, aderirono alla causa repubblicana e furono impiccati il 29 agosto del 1799 a piazza del Mercato.
Nei primi decenni dell'800 erano presenti a Napoli circa 60.000 "lazzeri o lazzaroni", intesi come persone prive di fissa dimora.

## Cultura di massa
- Il cantante napoletano Pino Daniele nel 1984 incluse nel suo album Musicante uno struggente brano intitolato: Lazzari felici[5], poi ripreso da Teresa de Sio nel suo album Teresa canta Pino (2017).